# TiddlyWiki
TiddlyWiki es una aplicación open-source, del tipo wiki en una página única, planteada como un cuaderno no lineal para organizar y compartir información compleja. Es desarrollada por Jeremy Ruston desde el año 2004 y los miembros de la comunidad. Su característica principal es que es un único archivo HTML que contiene su CSS, y su JavaScript para cada una de sus secciones y para el formato del contenido en sí. Este contenido se divide en pequeñas piezas, que son llamadas Tiddlers. El TiddlyWiki resultante es una página web que puede leerse siguiendo hiperenlaces internos que abren los Tiddlers en pequeños cuadros independientes en lugar de desplazar la lectura por una sola página con todo el contenido.
TiddlyWiki es publicado bajo la licencia libre BSD, lo que permite disponer de él libremente. Es un proyecto maduro y estable. Muchos proyectos han utilizado el archivo HTML original para hacer adaptaciones de TiddlyWiki a nuevas tareas. TiddlyWiki está diseñado para ser personalizado y para ser moldeado de acuerdo con las necesidades específicas de los usuarios, tal vez sea comparable a un lenguaje de programación de alto nivel. Como tal, se puede moldear en una amplia y arbitraria gama de aplicaciones especiales. Los ejemplos incluyen aplicaciones para tomar notas, listas de tareas pendientes, presentaciones, colecciones, herramientas de autor, bases de datos personales, novelas, Zettelkasten, etc.

## El panel de control
Para adiministrar la página web TiddlyWiki contiene un panel de control interno. El panel de control está dividido en diversas secciones para administrar TiddlyWiki. Estas secciones de administración son:
- Información: Datos generales de la TiddlyWiki.
- Aspecto: Personaliza la apariencia de TiddlyWiki
- Configuración: La configuración de estos ajustes permite personalizar el comportamiento general de TiddlyWiki.
- Guardando: Configuración utilizada para guardar todo el TiddlyWiki como un solo archivo a través de un módulo de almacenamiento.
- Complementos: Permite obtener complementos y extensiones desde enlaces externos.
- Atajos de teclado: Ayuda con las combinaciones de teclado para interactuar con los tiddlers.

### Plugins
El comportamiento de TiddlyWiki puede modificarse, entre otros modos, añadiendo plugins nuevos que aumenten las funciones originales; como también se pueden añadir nuevos idiomas y temas que modifican el aspecto de la página HTML. Los plugins pueden ser instalados desde la lista en el panel de control, como también añadiéndolos desde las páginas web originales.
Un tiddler también puede ser un plugin y contener el código JavaScript y el CSS adicional para extender las funciones de TiddlyWiki. Como resultado, TiddlyWiki puede ser usado para adaptarse a una variedad de objetivos nuevos que superan los de la wiki original de la Tiddlywiki.

## Tiddlers

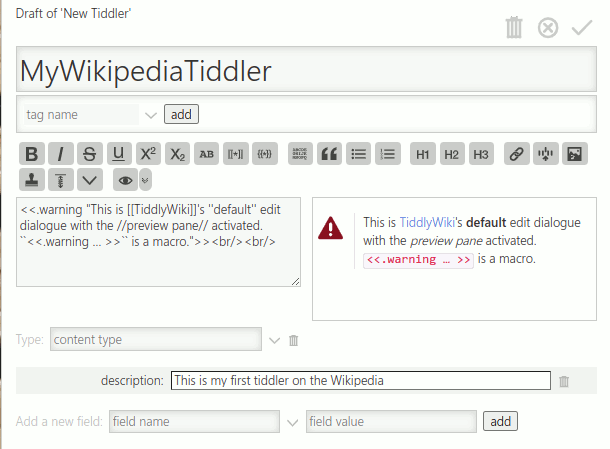
Diálogo de edición estándar de un tiddler en TiddlyWiki 5.2.0

Un Tiddlywiki es un único archivo HTML en el cual es posible escribir contenidos nuevos añadiendo nuevas entradas como si de notas se tratase. Así, el contenido de TiddlyWiki está dividido en una serie de secciones llamadas tiddlers. Cada tiddler es almacenado dentro del único archivo HTML. Esta división interna en tiddlers independientes contiene tanto el texto en un lenguaje de marcado Wiki, similar al de wkipedia, como los metadatos. 
```
<
div
 
title
=
"Tiddlers"

    
modifier
=
"Juan  Pérez"
 
    
created
=
"202311132220"
 
    
modified
=
"202311132225"
 
    
changecount
=
"3"
 
    
tags
=
"wikipedia sección ejemplo código"
>

    
<
pre
>
El contenido de una TiddlyWiki se divide en tiddlers...
</
pre
>

```

## Manejo de archivos
TiddlyWiki se abre como un archivo local, en formato HTML, en un navegador (firefox, chrome  y chromium son los navegadores que están mejor soportados). Desafortunadamente los cambios realizados en el archivo, mediante nuevos tiddlers o el añadido de plugins no se pueden guardar directamente, sino que, por cada cambio el navegador descarga una nueva copia al disco duro. Para que los cambios en el mismo archivo original puedan ser guardados directamente hay que usar un plugin en el navegador. El plugin puede ser descargado desde los sitios oficiales de firefox y chrome. 
En la página web de TiddlyWiki se explican los diversos tipos de plugins que pueden ser usados para guardar de modo local los archivos TiddlyWiki.
Hay varios tipos de plugins para TiddlyWiki para los siguientes sistemas operativos. Los detalles de la lista de programas está en la página web de TiddlyWiki en el tiddler GettingStarted (en la versión en inglés, que es más completa) y en la web en español TiddlyWiki en español en el tiddle Puesta en marcha: 
- Windows
- Mac
- Linux
- Android
- iOS

También existen plugins para los siguientes navegadores, que son independientes de los sistemas operativos. En la página web se detalla el tipo de plugin y sus funciones:
- Firefox
- Chrome
- Edge
- Internet Explorer
- Safari
- Opera

Una vez instalado el plugin adecuado al navegador TiddlyWiki tendrá la rara facultad para un navegador web de poder sobrescribir el archivo que tiene abierto cuando el usuario desea guardarlo. De esta forma cuando se escribe una nueva entrada (Tiddler) se podrá guardar en el mismo archivo TiddlyWiki local para consultarlo más adelante. Los Tiddlers existentes también se pueden modificar o suprimir del mismo modo.

## Aplicaciones
Su estructura de un solo archivo lo hace fácil de gestionar mientras proporciona una experiencia Web elegante, aunque eso hace que la carga pueda hacerse lenta si el archivo se hace excesivamente grande. Aunque esto puede llevar algo de tiempo porque se calcula que una TiddlyWiki puede fácilmente almacenar unos 30 000 Tiddlers.
TiddlyWiki puede ser utilizado fundamentalmente de dos modos. El primer modo consiste en usarlo como un simple archivo local. Esto modo es el más usual. Y posiblemente la mayoría de los documentos TiddlyWiki resida en las computadoras personales de sus usuarios, como adjuntos a correos electrónicos o en dispositivos o servicios de almacenamiento, de forma similar a lo que pasa con documentos de texto u hojas de cálculo. La ventaja de un sistema local es la privacidad de los archivos y su rápido acceso en el caso de no disponer de conexión a internet.
TiddlyWiki también se puede alojar como un servicio web. Existen servicios de pago y gratuito que alojan páginas TiddlyWiki. La ventaja de disponer de una TiddlyWiki en la nube es que estará disponible desde cualquier dispositivo con acceso a internet y no requiere de un plugin para guardar los cambios. 
Por tratarse de un único archivo HTML, TiddlyWiki es usado por entornos cuyas políticas o recursos de TI no permiten el uso de wikis que requieren una instalación más compleja.
TiddlyWiki ha sido usado como Framework de software para construir especializaciones. La empresa [[wp>SocialText]] utiliza TiddlyWiki como parte de sus aplicativos fuera de línea.
También puede ser usada como una herramienta de productividad en el método de David Allen Getting Things Done.

## Licencia
TiddlyWiki es software libre y se distribuye bajo los términos de la Licencia BSD. Los derechos de autor de TiddlyWiki pertenecen a UnaMesa, una organización sin fines de lucro.

## Historia
- La primera versión de TiddlyWiki fue publicada por Jeremy Ruston en septiembre de 2004.
- El BT Group compró Osmosoft en 2007[7][8] designando a Ruston como el "Jefe de innovación de código abierto".[9]
- TiddlyWiki fue seleccionado como una de las herramientas Top 100 de los años 2007 y 2008 por el Centre for Learning & Performance Technologies.[10]
- En noviembre del 2011, Jeremy Ruston anunció su partida de Osmosoft y se comprometió a continuar el desarrollo de TiddlyWiki.[11][12]
- En diciembre de 2013 TiddlyWiki5 fue lanzado. Es una reconstrucción total del TiddlyWiki original, basado en HTML5 y con muchas mejoras significativas de las lecciones aprendidas a lo largo de los años con el TiddlyWiki original. El TiddlyWiki original ha llegado a llamarse TiddlyWiki Classic.[13]

## Versiones
Actualmente se encuentra en desarrollo TiddlyWiki5 que es una completa reescritura de TiddlyWiki original y que utiliza las ventajas de HTML5 y node.js. Se puede acceder a versiones beta de este nuevo TiddlyWiki5.